# 伊朗文化和伊斯兰指导部
伊朗文化和伊斯兰指导部是伊朗伊斯蘭共和國的一個政府部門，負責监管伊朗文化事务，稽查违反伊斯蘭教令的文化产品。
電影、膠片、影視、錄音帶、唱片、書籍、出版物、小冊子、商業宣傳產品、商業目錄、圖像、凹版印刷、畫作、舞台造型等的進出口都必須得到文化和伊斯兰指导部的許可。

## 外部連結
- 文化及伊斯蘭教令部網頁（页面存档备份，存于）